# Jarmila (opera)
Jarmila (původní německý název Die Hexe vom Rhein) je opera českého skladatele Theodora Václava Bradského na libreto Karla Augusta von Heigela podle německé pověsti. Premiéru měla 28. března 1879 v pražském Prozatímním divadle.

## Vznik a historie díla
Český skladatel Theodor Bradský působil dlouhodobě v Berlíně, od roku 1874 jako dvorní skladatel prince Jiřího, udržoval však kontakty s českými hudebníky. Z jeho dřívějších oper byla provedena pouze Roswitha roku 1860 v Dessau. V roce 1878 napsal na von Heigelovo libreto, vycházející z německé středověké pověsti o „rýnské čarodějnici“, romantickou operu původně nazvanou Die Hexe vom Rhein. Tu uvedlo následujícího roku poprvé české Prozatímní divadlo pod názvem Jarmila. Autor českého překladu, v tištěném libretu ani na divadelních cedulích neuvedený, dal postavám česká jména a lokalizoval děj vágně do českého středověku.
Premiéra díla v cizině úspěšného krajana byla bouřlivým úspěchem. Nemalý podíl na tom měla i skutečnost, že se jednalo o benefici oblíbené pěvkyně Marie Sittové, která se navíc objevila na jevišti poprvé po přestálé vážné nemoci. Účinkující i skladatel byli voláni po každém dějství a odměněni skvostnými věnci. Avšak, jak prozradil Václav Juda Novotný v hudebním časopise Dalibor, „při druhém jednání silná se jevila oposice proti přehnanému potlesku přátel skladatelových“. Již při druhém představení před pravidelným obecenstvem „se ani ruka nehnula po celý večer, vše se vyžívalo v trapném mlčení“. Kritická reakce na Bradského operu byla zřejmě nejnepříznivější v epoše Prozatímního divadla. Libreto bylo charakterizováno jako „směs nevyslovitelné mlhavosti, naivity a nejasnosti“ a jako „konglomerát otřepaných scén čarodějnických“, kde „rekové a rekyně jsou pouhými stíny bez vší určitě vyznačené povahy“. Jak děj a jazyk libreta (jeho přenesení do Čech bylo označováno za „podivné“), tak hudba byla považována za zcela německou a Bradský byl dáván do protikladu „našim“ (českým) skladatelům jako Smetana, Dvořák, Bendl či Fibich. Hudba byla označena jako „řada čísel, písniček a sborů, jež samy v sobě jsou zaokrouhleny, nemajíce žádného spojení, duševního spříznění mezi sebou“, „mosaika z více méně známých frází melodických“, směs reminiscencí na jiné opery. „Tu zazní Čarostřelec, tam zase kousek Hugenotů, náhle zazní nádherné zvuky rütilské scény z Tella, vzápětí vystřídané úryvkem z Dona Giovanniho.“ Označení „Kapellmeistermusik“ a „Liedertafelstil“, které kritika použila, nebyla lichotivá. I muzikolog Otakar Hostinský Jarmilu rázně odsoudil: „Text je nechutná slátanina, k neuvěření primitivní, tak že i naše nejhorší česká libreta pyšně na něj mohou shlížeti s patra. Hudba pak je textu důstojná: diletantská práce ani jednou jiskrou samostatné tvůrčí fantasie neoživená, veskrze nejotřepanějším efektům – ale beze všeho účinku, poněvadž nemístně – holdující.“ Uvedení Jarmily bylo správě divadla vyčítáno; podle V. J. Novotného „jeť to práce úplně dilettantská beze vší hlubší ceny a my si v zájmu domácího umění věru nepřejeme, aby se podobné bezúčelné experimenty v budoucnosti opakovaly“.. Jeho kritika v Národních listech končí slovy „Litovali jsme věru umělce naše, že silami svými plýtvati museli ve prospěch práce, která po třetím provedení složena bude k věčnému odpočinku. Archivář namaluje na fascikl kříž, složí vše od zvláštního hřbitovního oddělení a vzdychne sobě: lépe by jí bylo, kdyby se byla nenarodila!“ Tato předpověď se vyplnila.
České libreto Jarmily vydalo nakladatelství Mikuláš a Knapp v Praze roku 1878.

## Osoby a první obsazení
| osoba                                                                                  | hlasový obor | premiéra (28. 3. 1879) |
| -------------------------------------------------------------------------------------- | ------------ | ---------------------- |
| Jarmila                                                                                | soprán       | Marie Sittová          |
| Hynek, její choť, později král čarodějův                                               | tenor        | František Broulík      |
| Hrabě Bojanov                                                                          | baryton      | Josef Lev              |
| Drahomíra                                                                              | soprán       | Terezie Boschettiová   |
| Velký inkvisitor                                                                       | bas          | Václav Mikoláš         |
| Kouzelníci, čarodějnice, duchové, kněží, dvořané, rytíři a paní, žoldnéři, lovci a lid |              |                        |
| Dirigent: Adolf Čech, režisér: Edmund Chvalovský                                       |              |                        |

## Děj opery
Doba středověká

### 1. dějství
(Krajina ohraničená lesem s chaloupkou Hynka a Jarmily) Jarmila čeká před chaloupkou svého manžela Hynka. Ten odešel do blízkého města, aby se ucházel o službu u některého z pánů. Jarmila ho netrpělivě očekává a přitom se připravuje na rozloučení se svým rodným stavením, kolem nějž zná každý kout (árie Ni zvuk, ni dech neruší klid… Již musím navždy opustit ten mládí mého útulek).
V tom slyší nejprve zdálky, pak zblízka zvuk lesního rohu. Má strach – je zde v pustině sama – a volá manželovo jméno. Příchozí je však hrabě Bojanov, zabloudivší na lovu a zcela vyčerpán (zpěv hraběte Byl to snad anděl s nebeské výše). Jarmila napojí ubožáka pramenitou vodou. Bojanov je svou zachránkyní jako omámen a láká ji za sebou na svůj hrad, Jarmila ho však odmítá, jsouc vdána (zpěv Bojanova Já dýši opět! a duet Já mnohé ženy jsem již zřel). Dostavuje se Bojanovova lovecká družina vedená Drahomírou, jejíž vztah k hraběti není osvětlen (sbor Od východu slunéčka tě hledáme). Nachází svého pána na kolenou před Jarmilou a Bojanov je rovněž vybízí, aby se poklonili „té bohyni“ (Bojanovův zpěv Aj laň přes cestu skočila a sbor Tobě se dvořit chceme se již).
S malým zpožděním přichází Hynek. Před chvílí se přihlásil do služby u Bojanova, ale když ho vidí klečet před svou chotí, zmocňuje se ho zuřivá žárlivost (kvartet Já na hradě vám přísahou… Smíš tak mne hanět, smělý?). Bojanov opakuje nabídku Jarmile a odchází. Hynek nejprve lituje, že se dal do hraběcí služby, pak však činí Jarmile výčitky: snad už na něj nečekala, snad by byla bývala ráda odešla se svým svůdcem. Jarmila jej marně upokojuje, Hynek ji v rozčilení a zoufalství vyzývá, aby na sebe svolala blesk, byla-li mu nevěrná. Jarmila se svou manželskou věrností zaklíná u zlých duchů a ti její přísahu přijímají a stvrzují bleskem (finále – zpěv Hynka Zlý duch ty posly vyslal sem… Já ve tvé oko zíral, duet Pojď, drahý můj, zpěv Hynka Já v zoufalství se neznám již a invokace Jarmily Již ohně dštěte své, vy mraky černé).

### 2. dějství
(Nádvoří na Bojanovově hradě) Hynek byl při své službě v lese zavražděn. Teď Jarmila v kruhu žoldnéřů oplakává manželovu mrtvolu (sbor Aj, hrůzoděsný, strašný byl to čin, píseň žoldáků On dívce prsten zlatý dal a árie Jarmily Jest mrtev… Ten jeho zrak mne nezří víc). Nabádání k pokání a modlitbě (sbor Neplač již, modli se a kaj) však Jarmila, jež myslí na pomstu nad vrahem, odmítá. Přichází k ní Bojanov, jenž je do ní stále zamilován. Jarmila však v něm vidí jen vraha svého muže a ničitele svého štěstí a rozhodně ho odmítá. Bojanov se jí tedy zmocňuje násilím (duet Jarmilo! Ty vzbuď se již… Dvě duše láskou znícené… Pro tuto lásku vřelou).
(Proměna – Pustá, měsíční září osvětlená krajina) Hynek je nyní králem kouzelníků a čarodějnic, které k sobě svolává k divokému reji (scéna Jen sem, jen sem s baletem duchů a sborem Ohni se chvěj, zaplápolej). Duchové temnot přivádějí Jarmilu, kterou našli, jak v zoufalství bloudí okolím. Hynek ji nepoznává a i ona u krále duchů jen neurčitě rozeznává hlas ztraceného chotě. Myslí však jen na pomstu za sebe i za manžela, a aby jí dosáhla, je ochotna vzdát se Boha a odevzdat se moci pekel. Duchové ji ujišťují svou pomocí (scéna Na širé planině jsme viděli… Ač kleti, jsme přec mocni.)

### 3. dějství
(Vnitřek postranní kaple chrámové) Jarmila překvapí Drahomíru na modlitbách a velitelsky ji odvádí s sebou (zpěv věřících Ach Bože náš!).
(Proměna – Rytířská síň na Bojanovově hradě) Bojanovovo dvořanstvo se veselí, jak u něho bylo vždy zvykem (sbor Aj, lásky slasti zapuďte strasti). Bojanov se však radovánek neúčastní, namísto toho ponuře vypráví o svém setkání s personifikovanou bídou a smrtí (árie Já jednou z honby domů jel). Lidé jsou vylekáni: hraběte jistě proklela čarodějnice. Drahomíra se snaží atmosféru rozptýlit písní (Ku číším zlatým vraťme se zas), ale Bojanov znenadání proklíná Boha. Drahomíra posílá všechny pryč a snaží se s Bojanovem hovořit, ten však nemůže odvrátit své myšlenky od Jarmily (duet Aj vzmuž se, drahý příteli). Vtom se objeví Jarmila samotná. Bojanov se vyznává ze své touhy po ní i za cenu svého života a spásy své duše: chce být účasten její kletby. Nedbá přitom Drahomířiných proseb a varování. Jarmila Bojanovovu nabídku přijímá (tercet Aj, poznáváš mne zničenou).
Bojanov je nyní šťasten a svolává zpět své dvořany (píseň Jsem, drazí, lovec smělý). Plesání však přeruší nejprve zvenčí zaznívající píseň kajícníků, poté vstupuje skupina kněží a mnichů v čele s velkým inkvizitorem a žádá o vydání čarodějnice, totiž Jarmily (scéna Tu ženu kouzelnou znič pojednou). Bojanov se však Jarmily ujímá: zažila tolik protivenství, že to kněží by měli klečet před ní, ne ona před nimi (zpěv Já poznal jsem ji v pusté chatě… Co učinila vám, kněží ta žena?). V Jarmile nenachází žádnou vinu a hodlá ji bránit i mečem. Ale Jarmila se k čarodějnictví přiznává a žádá jen, aby Bojanov jako její milenec nesl trest s ní (zpěv Dřív žíznili jste po krvi). Nyní se jí zděšený Bojanov zříká, ale již je pozdě, jsou oba odváděni do církevního vězení (sbor kněží Buď bohu chvála).
(Incipity árií podle českého překladu.)